# Impetuoso (destroyer, 1914)
Pour les articles homonymes, voir Impetuoso.
Le Impetuoso était un destroyer italien, de la classe Indomito, lancé en 1914 pour la Marine royale italienne (en italien : Regia Marina).

## Conception et description
La classe Indomito a été conçue par Luigi Scaglia de la Cantieri Navali Pattison de Naples. Ces navires étaient les premiers grands destroyers de la Regia Marina et les premiers équipés de turbines à vapeur. La classe Indomito a été la première dans la progression des destroyers italiens à être appelée tre pipe ou tre canne pour leurs trois cheminées,.
Les navires mesuraient 72,52 m à la ligne de flottaison (73,00 m hors tout) avec une largeur de 7,3 m et un tirant d'eau de 2,7 m. Ils avaient des arbres jumeaux entraînés par deux turbines à vapeur Tosi, alimentées par quatre chaudières Thornycroft. Le groupe motopropulseur était conçu pour une puissance de 16 000 chevaux-vapeur (12 000 kW) pour déplacer les navires à 30 nœuds (56 km/h), mais avait une puissance maximale de 17 620 chevaux-vapeur d'arbre (13 140 kW) qui propulsait les navires à 35,79 nœuds (66,28 km/h).
Tels qu'ils étaient construits, les navires étaient armés d'un canon de 4,7 pouces (120 mm)/40, de quatre canons de 3 pouces (76 mm)/40 et de deux tubes lance-torpilles de 17,7 pouces (450 mm). En 1914, ils ont été renforcés par deux tubes lance-torpilles supplémentaires. Pendant la Première Guerre mondiale, des rails de guidage permettant de poser jusqu'à dix mines ont été ajoutés aux navires. Des modifications ultérieures apportées pendant la guerre ont permis de remplacer tous les canons par cinq canons de 4 pouces (100 mm)/35 et un seul canon AA de 40 mm (1,6 in)/39. La capacité en carburant a également été augmentée pendant la guerre, passant de 100 tonnes à 128 tonnes afin d'accroître l'endurance, mais l'augmentation du poids a eu l'effet inverse : elle a ralenti les navires et réduit leur endurance.

## Construction et mise en service
Le Impetuoso est construit par le chantier naval Cantieri Navali Pattison à Naples en Italie et mis sur cale en 1910. Il est lancé le 23 juillet 1913. Il est achevé et mis en service en 1914. Il est commissionné le même jour dans la Regia Marina.

## Histoire de service
Lors de l'entrée de l'Italie dans la Première Guerre mondiale, le Impetuoso fait partie, avec ses navires-jumeaux (sister ships) Impavido, Intrepido, Indomito, Irrequieto et Insidioso, du IIe escadron de destroyers, basé à Tarente (bien que le Indomito se trouve à l'époque à La Spezia). Le commandant du navire est le capitaine de corvette (capitano di corvetta) Sirianni.
Le 9 juin, l'unité escorte, avec les destroyers Indomito, Intrepido, Irrequieto, Insidioso, Animoso, Ardito, Ardente, Audace et le croiseur éclaireur Quarto, les croiseurs blindés Giuseppe Garibaldi et Vettor Pisani, participant au bombardement des phares de Capo Rodoni et San Giovanni di Medua.
Le 3 décembre, le navire appareille de Brindisi pour escorter, avec le Intrepido, le Indomito, le Irrequieto et le Insidioso, l'un des premiers convois de ravitaillement des troupes italiennes déployées en Albanie, composé des transports de troupes Re Umberto et Valparaiso (transportant au total 1 800 hommes et 150 quadrupèdes),. Lorsque le convoi atteint San Giovanni di Medua, le Re Umberto, avec 765 hommes à bord, heurte une mine (posée par le sous-marin (U-boot) austro-allemand UC 14) et coule brisé en deux, en un quart d'heure; le sauvetage rapide permet de sauver 712 hommes,,.
Le 8 décembre, le Impetuoso et le Insidioso escortent de Tarente à Vlora le navire à vapeur Palermo, avec à son bord plus de 700 hommes et 43 quadrupèdes.
Dans la nuit du 11 au 12 décembre, le Impetuoso (sous le commandement du capitaine de corvette (comando del capitano) Sirianni) et le Insidioso escortent de Tarente à Vlora le vapeur Valparaiso chargé de troupes.
Le 23 février 1916, avec le Insidioso, il bombarde les positions d'artillerie austro-hongroises situées sur le Sasso Bianco, pendant l'évacuation de Durrës. Le même jour, le Impetuoso, ses navires-jumeaux Ardito et Indomito, le croiseur éclaireur Libia et le vieux torpilleur Puglia se déploient dans le port de Durrës pour protéger l'évacuation de la Brigata "Savona".
Selon certaines sources, dans les jours suivants, le Impetuoso a probablement coulé un U-boot, mais il n'y a pas de confirmation.

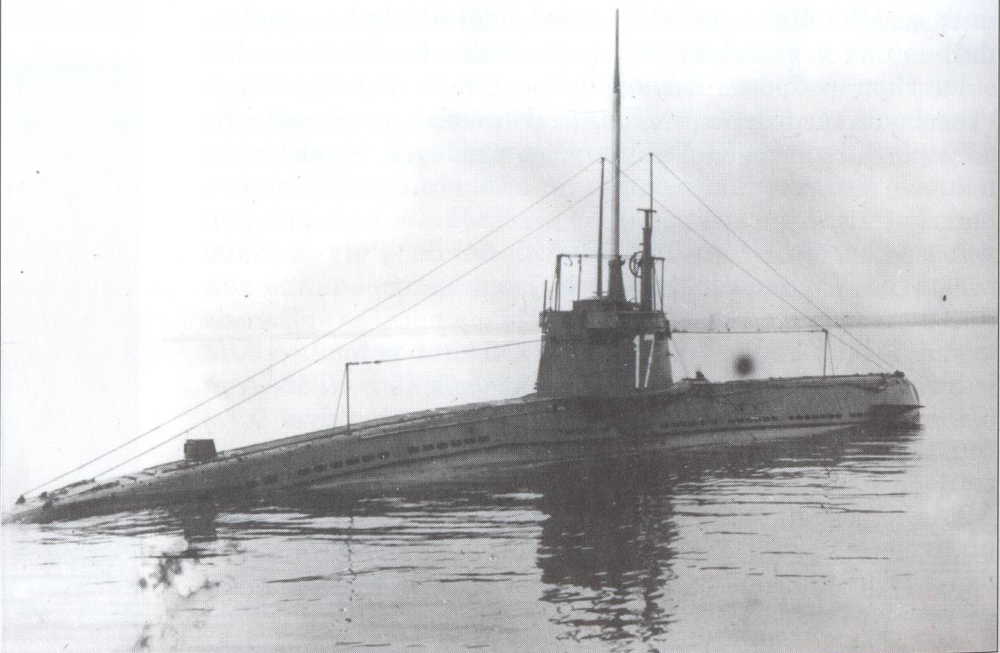
Le sous-marin austro-hongrois U 17, qui a coulé le Impetuoso.

Le 9 juillet de la même année, le Impetuoso (commandé par Ponza di San Martino) et le Irrequieto partent à la poursuite du croiseur éclaireur austro-hongrois SMS Novara, qui a attaqué le barrage du canal d'Otrante et coulé les dériveurs Astrum, Spei et Claivis, mais le navire ennemi réussit à se réparer à Kotor avant de pouvoir être atteint.
À 15h30 du jour suivant, le Impetuoso navigue avec le Insidioso pour patrouiller le barrage, lorsque le sillage d'une torpille (lancée par le sous-marin austro-hongrois U-17 est aperçu à bord du navire, à une distance de seulement 150 mètres. Il n'est pas possible d'éviter l'arme, qui frappe le Impetuoso en provoquant son naufrage immédiat, à la position géographique de 40° 10′ N, 18° 50′ E.
Parmi l'équipage du destroyer, il y a 37 morts, tandis que 51 autres hommes peuvent être sauvés.

## Sources
- (it) Cet article est partiellement ou en totalité issu de l’article de Wikipédia en italien intitulé « Impetuoso (cacciatorpediniere 1914) » (voir la liste des auteurs).